# Wanda Wesołowska
Wanda Wesołowska est une arachnologiste polonaise née en 1950.
Diplômée des universités de Poznań et de Wrocław, elle travaille dans cette dernière à l'institut de zoologie.
Elle est une spécialiste des Salticidae.

## Taxons nommés en son honneur
- Heliophanus wesolowskae Rakov & Logunov, 1997
- Plexippus wesolowskae Biswas & Raychaudhuri, 1998
- Pseudicius wesolowskae Zhu & Song, 2001
- Wesolowskana Kocak & Kemal, 2008

## Quelques taxons décrits
- Aelurillus brutus Wesolowska, 1996
- Aelurillus galinae Wesolowska & van Harten, 2010
- Aelurillus jocquei Wesolowska & A. Russell-Smith, 2011
- Aelurillus kopetdaghi Wesolowska, 1996
- Aelurillus mirabilis Wesolowska, 2006
- Aelurillus reconditus Wesolowska & van Harten, 1994
- Aelurillus tumidulus Wesolowska & Tomasiewicz, 2008
- Afrobeata firma Wesolowska & van Harten, 1994
- Afrobeata magnifica Wesolowska & Russell-Smith, 2000
- Ajaraneola Wesolowska & A. Russell-Smith, 2011
- Ajaraneola mastigophora Wesolowska & A. Russell-Smith, 2011
- Asemonea cuprea Wesolowska, 2009
- Asemonea flava Wesolowska, 2001
- Asemonea pallida Wesolowska, 2001
- Asemonea serrata Wesolowska, 2001
- Asemonea virgea Wesolowska & Szüts, 2003
- Bianor biguttatus Wesolowska & van Harten, 2002
- Bianor eximius Wesolowska & Haddad, 2009
- Brancus occidentalis Wesolowska & A. Russell-Smith, 2011
- Cavillator Wesolowska, 2000
- Cavillator longipes Wesolowska, 2000
- Cembalea Wesolowska, 1993
- Cembalea hirsuta Wesolowska, 2011
- Cembalea triloris Haddad & Wesolowska, 2011
- Chalcoscirtus lepidus Wesolowska, 1996
- Chalcoscirtus picinus Wesolowska & van Harten, 2011
- Dasycyptus aethiopicus Wesolowska & Tomasiewicz, 2008
- Dasycyptus arboretus Wesolowska & Cumming, 2008
- Dasycyptus hararensis Wesolowska & Cumming, 2008
- Dasycyptus nicator Wesolowska & van Harten, 1994
- Dasycyptus quaesitus Wesolowska & van Harten, 1994
- Dasycyptus rafalskii Wesolowska, 2000
- Dasycyptus sanguineus Wesolowska, 2011
- Dasycyptus secretus Wesolowska, 1995
- Eburneana Wesolowska & Szüts, 2001
- Eburneana magna Wesolowska & Szüts, 2001
- Eburneana scharffi Wesolowska & Szüts, 2001
- Enoplomischus spinosus Wesolowska, 2005
- Euophrys kawkaban Wesolowska & van Harten, 2007
- Evarcha acuta Wesolowska, 2006
- Evarcha aposto Wesolowska & Tomasiewicz, 2008
- Evarcha arabica Wesolowska & van Harten, 2007
- Evarcha awashi Wesolowska & Tomasiewicz, 2008
- Evarcha bakorensis Rollard & Wesolowska, 2002
- Evarcha bihastata Wesolowska & Russell-Smith, 2000
- Evarcha brinki Haddad & Wesolowska, 2011
- Evarcha certa Rollard & Wesolowska, 2002
- Evarcha culicivora Wesolowska & Jackson, 2003
- Evarcha elegans Wesolowska & Russell-Smith, 2000
- Evarcha flagellaris Haddad & Wesolowska, 2011
- Evarcha grandis Wesolowska & A. Russell-Smith, 2011
- Evarcha idanrensis Wesolowska & A. Russell-Smith, 2011
- Evarcha ignea Wesolowska & Cumming, 2008
- Evarcha improcera Wesolowska & van Harten, 2007
- Evarcha karas Wesolowska, 2011
- Evarcha maculata Rollard & Wesolowska, 2002
- Evarcha mirabilis Wesolowska & Haddad, 2009
- Evarcha picta Wesolowska & van Harten, 2007
- Evarcha pinguis Wesolowska & Tomasiewicz, 2008
- Evarcha praeclara Prószyn'ski & Wesolowska, 2003
- Evarcha prosimilis Wesolowska & Cumming, 2008
- Evarcha rotundibulbis Wesolowska & Tomasiewicz, 2008
- Evarcha russellsmithi Wesolowska & Tomasiewicz, 2008
- Evarcha seyun Wesolowska & van Harten, 2007
- Evarcha striolata Wesolowska & Haddad, 2009
- Evarcha vittula Haddad & Wesolowska, 2011
- Evarcha zimbabwensis Wesolowska & Cumming, 2008
- Gramenca Rollard & Wesolowska, 2002
- Gramenca prima Rollard & Wesolowska, 2002
- Habrocestum africanum Wesolowska & Haddad, 2009
- Habrocestum albopunctatum Wesolowska & van Harten, 2002
- Habrocestum dubium Wesolowska & van Harten, 2002
- Habrocestum ferrugineum Wesolowska & van Harten, 2002
- Habrocestum formosum Wesolowska, 2000
- Habrocestum gibbosum Wesolowska & van Harten, 2007
- Habrocestum ignorabile Wesolowska & van Harten, 2007
- Habrocestum inquinatum Wesolowska & van Harten, 2002
- Habrocestum namibicum Wesolowska, 2006
- Habrocestum personatum Wesolowska & A. Russell-Smith, 2011
- Habrocestum socotrense Wesolowska & van Harten, 2002
- Habrocestum speciosum Wesolowska & van Harten, 1994
- Habrocestum superbum Wesolowska, 2000
- Habrocestum tanzanicum Wesolowska & Russell-Smith, 2000
- Habrocestum virginale Wesolowska & van Harten, 2007
- Hasarius cheliceroides Borowiec & Wesolowska, 2002
- Hasarius insularis Wesolowska & van Harten, 2002
- Heliophanillus conspiciendus Wesolowska & van Harten, 2010
- Heliophanillus metallifer Wesolowska & van Harten, 2010
- Heliophanus abditus Wesolowska, 1986
- Heliophanus aberdarensis Wesolowska, 1986
- Heliophanus acutissimus Wesolowska, 1986
- Heliophanus aethiopicus Wesolowska, 2003
- Heliophanus africanus Wesolowska, 1986
- Heliophanus agricola Wesolowska, 1986
- Heliophanus alienus Wesolowska, 1986
- Heliophanus anymphos Wesolowska, 2003
- Heliophanus bellus Wesolowska, 1986
- Heliophanus bisulcus Wesolowska, 1986
- Heliophanus bolensis Wesolowska, 2003
- Heliophanus brevis Wesolowska, 2003
- Heliophanus butemboensis Wesolowska, 1986
- Heliophanus canariensis Wesolowska, 1986
- Heliophanus capensis Wesolowska, 1986
- Heliophanus charlesi Wesolowska, 2003
- Heliophanus chikangawanus Wesolowska, 1986
- Heliophanus conspicuus Wesolowska, 1986
- Heliophanus deformis Wesolowska, 1986
- Heliophanus demonstrativus Wesolowska, 1986
- Heliophanus difficilis Wesolowska, 1986
- Heliophanus dux Wesolowska & van Harten, 1994
- Heliophanus falcatus Wesolowska, 1986
- Heliophanus fascinatus Wesolowska, 1986
- Heliophanus gladiator Wesolowska, 1986
- Heliophanus gloriosus Wesolowska, 1986
- Heliophanus hastatus Wesolowska, 1986
- Heliophanus heurtaultae Rollard & Wesolowska, 2002
- Heliophanus horrifer Wesolowska, 1986
- Heliophanus ibericus Wesolowska, 1986
- Heliophanus imperator Wesolowska, 1986
- Heliophanus improcerus Wesolowska, 1986
- Heliophanus innominatus Wesolowska, 1986
- Heliophanus insperatus Wesolowska, 1986
- Heliophanus iranus Wesolowska, 1986
- Heliophanus jacksoni Wesolowska, 2011
- Heliophanus kenyaensis Wesolowska, 1986
- Heliophanus kilimanjaroensis Wesolowska, 1986
- Heliophanus kovacsi Wesolowska, 2003
- Heliophanus lawrencei Wesolowska, 1986
- Heliophanus lesserti Wesolowska, 1986
- Heliophanus leucopes Wesolowska, 2003
- Heliophanus malus Wesolowska, 1986
- Heliophanus maralal Wesolowska, 2003
- Heliophanus megae Wesolowska, 2003
- Heliophanus mirabilis Wesolowska, 1986
- Heliophanus montanus Wesolowska, 2006
- Heliophanus nanus Wesolowska, 2003
- Heliophanus nobilis Wesolowska, 1986
- Heliophanus papyri Wesolowska, 2003
- Heliophanus parvus Wesolowska & van Harten, 1994
- Heliophanus paulus Wesolowska, 1986
- Heliophanus pauper Wesolowska, 1986
- Heliophanus pistaciae Wesolowska, 2003
- Heliophanus portentosus Wesolowska, 1986
- Heliophanus proszynskii Wesolowska, 2003
- Heliophanus pygmaeus Wesolowska & Russell-Smith, 2000
- Heliophanus ramosus Wesolowska, 1986
- Heliophanus rutrosus Wesolowska, 2003
- Heliophanus sororius Wesolowska, 2003
- Heliophanus splendidus Wesolowska, 2003
- Heliophanus tenuitas Wesolowska, 2011
- Heliophanus termitophagus Wesolowska & Haddad, 2002
- Heliophanus thaleri Wesolowska, 2009
- Heliophanus tristis Wesolowska, 2003
- Heliophanus uvirensis Wesolowska, 1986
- Heliophanus validus Wesolowska, 1986
- Heliophanus verus Wesolowska, 1986
- Heliophanus villosus Wesolowska, 1986
- Heliophanus xanthopes Wesolowska, 2003
- Hyllus ramadanii Wesolowska & Russell-Smith, 2000
- Hyllus remotus Wesolowska & A. Russell-Smith, 2011
- Hyllus rotundithorax Wesolowska & Russell-Smith, 2000
- Icius insolidus (Wesolowska, 1999)
- Icius mbitaensis Wesolowska, 2011
- Icius minimus Wesolowska & Tomasiewicz, 2008
- Icius nigricaudus Wesolowska & Haddad, 2009
- Icius olokomei Wesolowska & A. Russell-Smith, 2011
- Icius peculiaris Wesolowska & Tomasiewicz, 2008
- Icius pulchellus Haddad & Wesolowska, 2011
- Kima atra Wesolowska & Russell-Smith, 2000
- Kima montana Wesolowska & Szeremeta, 2001
- Lamottella Rollard & Wesolowska, 2002
- Lamottella longipes Rollard & Wesolowska, 2002
- Langelurillus alboguttatus Wesolowska & Russell-Smith, 2000
- Langelurillus difficilis Wesolowska & Russell-Smith, 2000
- Langelurillus furcatus Wesolowska & Russell-Smith, 2000
- Langelurillus horrifer Rollard & Wesolowska, 2002
- Langelurillus ignorabilis Wesolowska & Cumming, 2008
- Langelurillus manifestus Wesolowska & Russell-Smith, 2000
- Langelurillus minutus Wesolowska & Cumming, 2011
- Langelurillus namibicus Wesolowska, 2011
- Langelurillus orbicularis Wesolowska & Cumming, 2008
- Langelurillus quadrimaculatus Wesolowska & A. Russell-Smith, 2011
- Langelurillus sibandai Wesolowska, 2011
- Langona bethae Wesolowska & Cumming, 2011
- Langona fusca Wesolowska, 2011
- Langona hirsuta Haddad & Wesolowska, 2011
- Langona improcera Wesolowska & Russell-Smith, 2000
- Langona lotzi Haddad & Wesolowska, 2011
- Langona mediocris Wesolowska, 2000
- Langona pilosa Wesolowska, 2006
- Langona sabulosa Wesolowska, 2011
- Langona tortuosa Wesolowska, 2011
- Langona vitiosa Wesolowska, 2006
- Langona warchalowskii Wesolowska, 2007
- Langona zimbabwensis Wesolowska & Cumming, 2011
- Leptorchestes algerinus Wesolowska & Szeremeta, 2001
- Leptorchestes separatus Wesolowska & Szeremeta, 2001
- Mashonarus Wesolowska & Cumming, 2002
- Mashonarus brandbergensis Wesolowska, 2006
- Mashonarus guttatus Wesolowska & Cumming, 2002
- Massagris honesta Wesolowska, 1993
- Massagris natalensis Wesolowska & Haddad, 2009
- Massagris regina Wesolowska, 1993
- Massagris separata Wesolowska, 1993
- Mendoza dersuuzalai (Logunov & Wesolowska, 1992)
- Mendoza zebra (Logunov & Wesolowska, 1992)
- Menemerus affinis Wesolowska & van Harten, 2010
- Menemerus bifurcus Wesolowska, 1999
- Menemerus cummingorum Wesolowska, 2007
- Menemerus davidi Prószyński & Wesolowska, 1999
- Menemerus desertus Wesolowska, 1999
- Menemerus formosus Wesolowska, 1999
- Menemerus guttatus Wesolowska, 1999
- Menemerus magnificus Wesolowska, 1999
- Menemerus meridionalis Wesolowska, 1999
- Menemerus minshullae Wesolowska, 1999
- Menemerus mirabilis Wesolowska, 1999
- Menemerus modestus Wesolowska, 1999
- Menemerus namibicus Wesolowska, 1999
- Menemerus natalis Wesolowska, 1999
- Menemerus nigeriensis Wesolowska & A. Russell-Smith, 2011
- Menemerus pallescens Wesolowska & van Harten, 2007
- Menemerus paradoxus Wesolowska & van Harten, 1994
- Menemerus patellaris Wesolowska & van Harten, 2007
- Menemerus pilosus Wesolowska, 1999
- Menemerus placidus Wesolowska, 1999
- Menemerus plenus Wesolowska & van Harten, 1994
- Menemerus pulcher Wesolowska, 1999
- Menemerus regius Wesolowska, 1999
- Menemerus sabulosus Wesolowska, 1999
- Menemerus silver Wesolowska, 1999
- Menemerus transvaalicus Wesolowska, 1999
- Menemerus tropicus Wesolowska, 2007
- Menemerus utilis Wesolowska, 1999
- Menemerus zimbabwensis Wesolowska, 1999
- Mexcala angolensis Wesolowska, 2009
- Mexcala fizi Wesolowska, 2009
- Mexcala formosa Wesolowska & Tomasiewicz, 2008
- Mexcala kabondo Wesolowska, 2009
- Mexcala macilenta Wesolowska & Russell-Smith, 2000
- Mexcala meridiana Wesolowska, 2009
- Mexcala monstrata Wesolowska & van Harten, 1994
- Mexcala namibica Wesolowska, 2009
- Mexcala ovambo Wesolowska, 2009
- Mexcala signata Wesolowska, 2009
- Mexcala synagelese Wesolowska, 2009
- Mexcala torquata Wesolowska, 2009
- Mexcala vicina Wesolowska, 2009
- Microbianor globosus Haddad & Wesolowska, 2011
- Microheros Wesolowska & Cumming, 1999
- Microheros termitophagus Wesolowska & Cumming, 1999
- Mikrus Wesolowska, 2001
- Mikrus ugandensis Wesolowska, 2001
- Mogrus cognatus Wesolowska & van Harten, 1994
- Mogrus ignarus Wesolowska, 2000
- Mogrus mirabilis Wesolowska & van Harten, 1994
- Mogrus portentosus Wesolowska & van Harten, 1994
- Monomotapa Wesolowska, 2000
- Monomotapa principalis Wesolowska, 2000
- Neaetha irreperta Wesolowska & Russell-Smith, 2000
- Neaetha maxima Wesolowska & A. Russell-Smith, 2011
- Nigorella Wesolowska & Tomasiewicz, 2008
- Nigorella aethiopica Wesolowska & Tomasiewicz, 2008
- Nigorella hirsuta Wesolowska, 2009
- Nimbarus Rollard & Wesolowska, 2002
- Nimbarus pratensis Rollard & Wesolowska, 2002
- Pachyballus oyo Wesolowska & A. Russell-Smith, 2011
- Parajotus cinereus Wesolowska, 2004
- Parajotus refulgens Wesolowska, 2000
- Pellenes bulawayoensis Wesolowska, 2000
- Pellenes cingulatus Wesolowska & Russell-Smith, 2000
- Pellenes luculentus Wesolowska & van Harten, 2007
- Pellenes modicus Wesolowska & Russell-Smith, 2000
- Pellenes striolatus Wesolowska & van Harten, 2002
- Pellenes tharinae Wesolowska, 2006
- Pellenes vanharteni Wesolowska, 1998
- Phintella africana Wesolowska & Tomasiewicz, 2008
- Phintella incerta Wesolowska & Russell-Smith, 2000
- Phintella lucida Wesolowska & Tomasiewicz, 2008
- Phintella lunda Wesolowska, 2010
- Phintella parva (Wesolowska, 1981)
- Phintella pygmaea (Wesolowska, 1981)
- Phlegra arborea Wesolowska & Haddad, 2009
- Phlegra atra Wesolowska & Tomasiewicz, 2008
- Phlegra certa Wesolowska & Haddad, 2009
- Phlegra karoo Wesolowska, 2006
- Phlegra langanoensis Wesolowska & Tomasiewicz, 2008
- Phlegra parvula Wesolowska & Russell-Smith, 2000
- Phlegra procera Wesolowska & Cumming, 2008
- Phlegra pusilla Wesolowska & van Harten, 1994
- Phlegra simplex Wesolowska & Russell-Smith, 2000
- Phlegra solitaria Wesolowska & Tomasiewicz, 2008
- Phlegra tenella Wesolowska, 2006
- Phlegra varia Wesolowska & Russell-Smith, 2000
- Pignus Wesolowska, 2000
- Pignus lautissimum Wesolowska & Russell-Smith, 2000
- Pignus pongola Wesolowska & Haddad, 2009
- Planiemen Wesolowska & van Harten, 2007
- Planiemen rotundus Wesolowska & van Harten, 2007
- Plexippoides regius Wesolowska, 1981
- Plexippus baro Wesolowska & Tomasiewicz, 2008
- Plexippus fuscus Rollard & Wesolowska, 2002
- Plexippus lutescens Wesolowska, 2011
- Plexippus minor Wesolowska & van Harten, 2010
- Plexippus tsholotsho Wesolowska, 2011
- Pseudicius adustus Wesolowska, 2006
- Pseudicius alter Wesolowska, 2000
- Pseudicius arabicus (Wesolowska & van Harten, 1994)
- Pseudicius athleta Wesolowska, 2011
- Pseudicius dependens Haddad & Wesolowska, 2011
- Pseudicius elegans Wesolowska & Cumming, 2008
- Pseudicius eximius Wesolowska & Russell-Smith, 2000
- Pseudicius fayda Wesolowska & van Harten, 2010
- Pseudicius gracilis Haddad & Wesolowska, 2011
- Pseudicius karinae Haddad & Wesolowska, 2011
- Pseudicius koreanus Wesolowska, 1981
- Pseudicius maculatus Haddad & Wesolowska, 2011
- Pseudicius matabelensis Wesolowska, 2011
- Pseudicius mirus Wesolowska & van Harten, 2002
- Pseudicius mushrif Wesolowska & van Harten, 2010
- Pseudicius refulgens Wesolowska & Cumming, 2008
- Pseudicius ridicularis Wesolowska & Tomasiewicz, 2008
- Pseudicius roberti Wesolowska, 2011
- Pseudicius sengwaensis Wesolowska & Cumming, 2011
- Pseudicius solitarius Haddad & Wesolowska, 2011
- Pseudicius venustulus Wesolowska & Haddad, 2009
- Rafalus arabicus Wesolowska & van Harten, 2010
- Rafalus desertus Wesolowska & van Harten, 2010
- Rafalus minimus Wesolowska & van Harten, 2010
- Rhene cancer Wesolowska & Cumming, 2008
- Rhene curta Wesolowska & Tomasiewicz, 2008
- Rhene facilis Wesolowska & Russell-Smith, 2000
- Rhene formosa Rollard & Wesolowska, 2002
- Rhene konradi Wesolowska, 2009
- Rhene lingularis Haddad & Wesolowska, 2011
- Rhene obscura Wesolowska & van Harten, 2007
- Rhene pinguis Wesolowska & Haddad, 2009
- Schenkelia ibadanensis Wesolowska & A. Russell-Smith, 2011
- Sibianor nigriculus (Logunov & Wesolowska, 1992)
- Sitticus eskovi Logunov & Wesolowska, 1995
- Sitticus nenilini Logunov & Wesolowska, 1993
- Sitticus penicilloides Wesolowska, 1981
- Sitticus talgarensis Logunov & Wesolowska, 1993
- Stenaelurillus cristatus Wesolowska & Russell-Smith, 2000
- Stenaelurillus darwini Wesolowska & Russell-Smith, 2000
- Stenaelurillus fuscatus Wesolowska & Russell-Smith, 2000
- Stenaelurillus glaber Wesolowska & A. Russell-Smith, 2011
- Stenaelurillus ignobilis Wesolowska & Cumming, 2011
- Stenaelurillus iubatus Wesolowska & A. Russell-Smith, 2011
- Stenaelurillus mirabilis Wesolowska & Russell-Smith, 2000
- Stenaelurillus natalensis Haddad & Wesolowska, 2006
- Stenaelurillus pilosus Wesolowska & A. Russell-Smith, 2011
- Stenaelurillus striolatus Wesolowska & A. Russell-Smith, 2011
- Tanzania meridionalis Haddad & Wesolowska, 2011
- Tanzania minutus (Wesolowska & Russell-Smith, 2000)
- Tanzania mkomaziensis (Wesolowska & Russell-Smith, 2000)
- Tanzania pusillus (Wesolowska & Russell-Smith, 2000)
- Tasa Wesolowska, 1981
- Thiratoscirtus alveolus Wesolowska & A. Russell-Smith, 2011
- Thiratoscirtus bipaniculus Wesolowska & A. Russell-Smith, 2011
- Thiratoscirtus gambari Wesolowska & A. Russell-Smith, 2011
- Thiratoscirtus harpago Wesolowska & A. Russell-Smith, 2011
- Thiratoscirtus mirabilis Wesolowska & A. Russell-Smith, 2011
- Thiratoscirtus monstrum Wesolowska & A. Russell-Smith, 2011
- Thiratoscirtus obudu Wesolowska & A. Russell-Smith, 2011
- Thiratoscirtus vilis Wesolowska & A. Russell-Smith, 2011
- Thiratoscirtus yorubanus Wesolowska & A. Russell-Smith, 2011
- Thyene ornata Wesolowska & Tomasiewicz, 2008
- Thyene similis Wesolowska & van Harten, 2002
- Thyenula arcana (Wesolowska & Cumming, 2008)
- Thyenula armata Wesolowska, 2001
- Thyenula fidelis Wesolowska & Haddad, 2009
- Thyenula hortensis Wesolowska & Cumming, 2008
- Thyenula magna Wesolowska & Haddad, 2009
- Thyenula oranjensis Wesolowska, 2001
- Thyenula sempiterna Wesolowska, 2000
- Toticoryx Rollard & Wesolowska, 2002
- Toticoryx exilis Rollard & Wesolowska, 2002
- Tusitala proxima Wesolowska & Russell-Smith, 2000
- Tusitala unica Wesolowska & Russell-Smith, 2000
- Tusitala yemenica Wesolowska & van Harten, 1994
- Ugandinella Wesolowska, 2006
- Ugandinella formicula Wesolowska, 2006
- Wesolowskana lymphatica (Wesolowska, 1989)
- Xuriella Wesolowska & Russell-Smith, 2000
- Xuriella marmorea Wesolowska & van Harten, 2007
- Xuriella prima Wesolowska & Russell-Smith, 2000
- Yllenus desertus Wesolowska, 1991
- Yllenus improcerus Wesolowska & van Harten, 1994
- Yllenus knappi Wesolowska & van Harten, 1994
- Yllenus logunovi Wesolowska & van Harten, 2010
- Yllenus mirandus Wesolowska, 1996
- Yogetor Wesolowska & Russell-Smith, 2000
- Yogetor bellus Wesolowska & Russell-Smith, 2000
- Yogetor spiralis Wesolowska & Tomasiewicz, 2008
- Zulunigma Wesolowska & Cumming, 2011
- Zulunigma incognita (Wesolowska & Haddad, 2009)